# Holy Cross (Worcestershire)
Holy Cross – osada w Anglii, w hrabstwie Worcestershire. Leży 25 km od miasta Worcester. W 2016 miejscowość liczyła 585 mieszkańców.